# ATP1B1
ATP1B1 (англ. ATPase Na+/K+ transporting subunit beta 1) – білок, який кодується однойменним геном, розташованим у людей на короткому плечі 1-ї хромосоми.  Довжина поліпептидного ланцюга білка становить 303 амінокислот, а молекулярна маса — 35 061.
| 10         |  | 20         |  | 30         |  | 40         |  | 50         |
| ---------- |  | ---------- |  | ---------- |  | ---------- |  | ---------- |
| MARGKAKEEG |  | SWKKFIWNSE |  | KKEFLGRTGG |  | SWFKILLFYV |  | IFYGCLAGIF |
| IGTIQVMLLT |  | ISEFKPTYQD |  | RVAPPGLTQI |  | PQIQKTEISF |  | RPNDPKSYEA |
| YVLNIVRFLE |  | KYKDSAQRDD |  | MIFEDCGDVP |  | SEPKERGDFN |  | HERGERKVCR |
| FKLEWLGNCS |  | GLNDETYGYK |  | EGKPCIIIKL |  | NRVLGFKPKP |  | PKNESLETYP |
| VMKYNPNVLP |  | VQCTGKRDED |  | KDKVGNVEYF |  | GLGNSPGFPL |  | QYYPYYGKLL |
| QPKYLQPLLA |  | VQFTNLTMDT |  | EIRIECKAYG |  | ENIGYSEKDR |  | FQGRFDVKIE |
| VKS        |  |            |  |            |  |            |  |            |

A: Аланін

C: Цистеїн

D: Аспарагінова кислота

E: Глутамінова кислота

F: Фенілаланін

G: Гліцин

H: Гістидин

I: Ізолейцин

K: Лізин

L: Лейцин

M: Метіонін

N: Аспарагін

P: Пролін

Q: Глутамін

R: Аргінін

S: Серин

T: Треонін

V: Валін

W: Триптофан

Кодований геном білок за функцією належить до фосфопротеїнів. 
Задіяний у таких біологічних процесах як клітинна адгезія, транспорт іонів, транспорт, транспорт калію, транспорт натрію, транспорт натрію та калію. 
Білок має сайт для зв'язування з калію, іоном натрію. 
Локалізований у клітинній мембрані, мембрані.